# Patriarca-Vila Ré (métro de São Paulo)
Patriarca-Vila Ré (en portugais : Estação Patriarca-Vila Ré) est une station de la ligne 3 - Rouge du métro de São Paulo. Elle est accessible par l'avenida Antonio E. Carvalho, 1990 dans le quartier Cidade Patriarca à la limite avec celui de Vila Ré, à São Paulo au Brésil.

## Situation sur le réseau

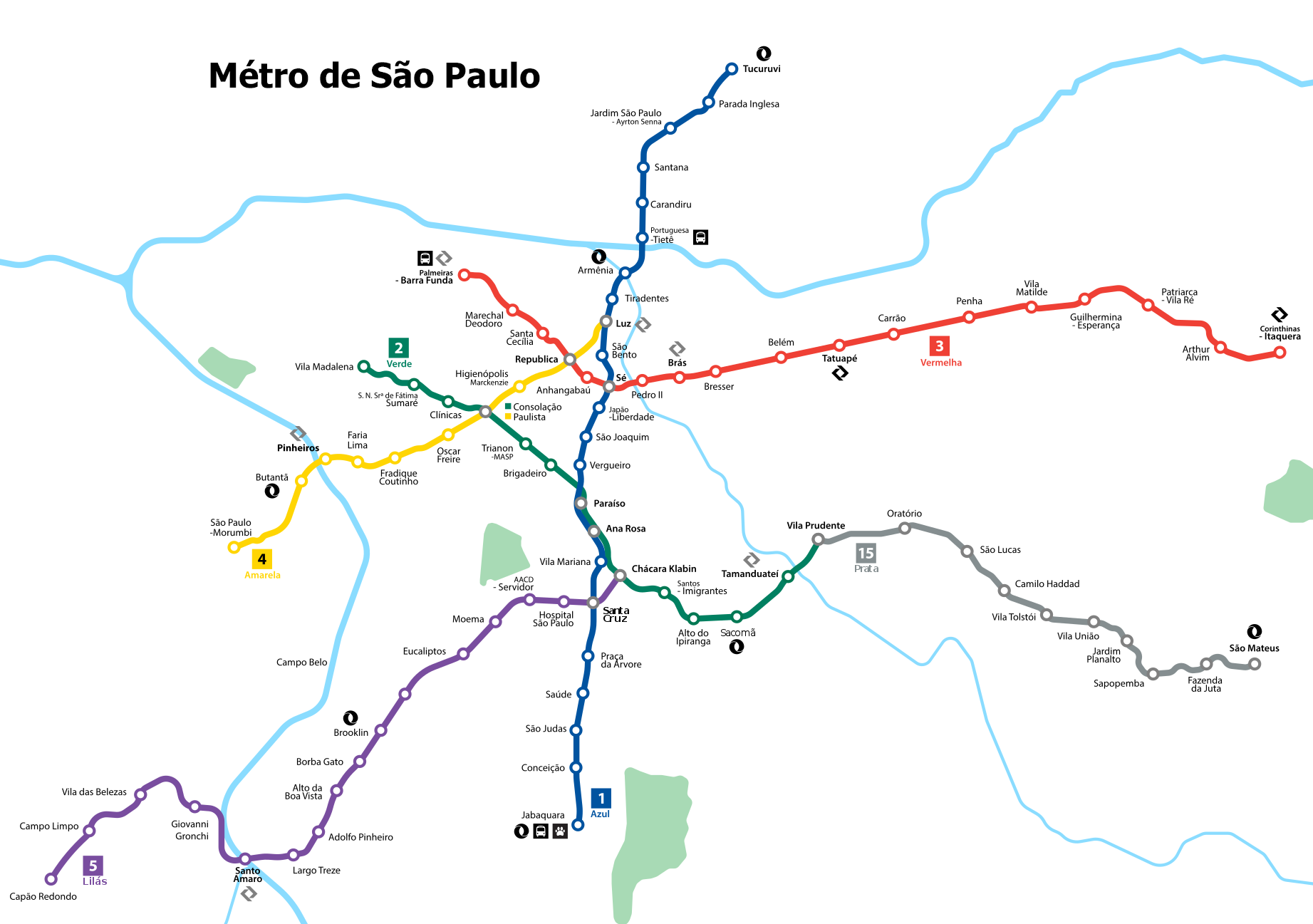
Plan du Métro de São Paulo 2020.

Établie en surface, la station Patriarca-Vila Ré est située sur la ligne 3 du métro de São Paulo (rouge), entre les stations : Guilhermina–Esperança, en direction du terminus Palmeiras-Barra Funda, et Artur Alvim, en direction du terminus Corinthians-Itaquera. La station est proche de l'atelier Métro Belém-I.

## Services aux voyageurs

### Desserte
| Ligne                         | Terminus                                         | Stations | Intervalle entre les trains (min) | Opération                                                                 |
| ----------------------------- | ------------------------------------------------ | -------- | --------------------------------- | ------------------------------------------------------------------------- |
| Ligne 3 du métro de São Paulo | Palmeiras - Barra Funda ↔ Corinthians - Itaquera | 18       | 2                                 | Tous les jours, de 4h40 à 0h. Le samedi, jusqu'à 1h du matin le dimanche. |